# 山崎哲司
山崎 哲司（やまざき てつじ、1979年1月17日 - ）は、愛知県出身の競艇選手。登録番号4080。身長164cm。血液型O型。87期。愛知支部所属。

## 来歴
愛知県西尾市在住。2000年11月17日常滑競艇場でデビュー、2001年1月21日多摩川競艇場で初勝利。2002年11月27日下関競艇場・一般競走で初優勝。2005年、蒲郡競艇場の地区スター選手に。同年7月11日、その蒲郡競艇場の一般競争で地元初優勝、自身2回目の優勝を遂げた。

## 人物・エピソード
- スタート一気が身上で、平均スタートタイミングが0.15を切る。センター域からのスタートが特に早いが、インでも高い信頼度を誇る。
- プロペラグループは鈴木幸夫が率いる「Sブリット」に所属。
- 2007年には、SGに出場